# SSV Brixen Handball
Il Südtiroler Sportverein Brixen Handball è la sezione di pallamano della omonima società polisportiva avente sede nella città di Bressanone, in provincia di Bolzano. La sezione è stata fondata nel 1970.
Milita attualmente in Serie A Gold che è il massimo campionato nazionale italiano di pallamano maschile, e ha diverse altre squadre militanti in tutte le altre categorie, tra cui la prima divisione femminile nazionale. Nella sua storia ha vinto 2 campionati nazionali e 4 Coppe Italia.
Disputa le proprie gare interne presso il palasport di Bressanone.

## Storia

### Tempi d'oro
La sezione di pallamano della polisportiva di Bressanone fu fondata nel 1970. Dopo solamente cinque campionati disputati, la squadra si ritrova in Serie A, grazie alle due promozioni consecutive tra il 1974 e 1975. Nella stagione 1981-82 vince la sua prima Coppa Italia, risultato che eguaglierà sei anni più tardi.
Il periodo di maggior successo della squadra fu l'inizio degli anni '90 quando riuscì a vincere due scudetti consecutivi alle spese di Trieste, vendicandosi della finale Scudetto persa nel 1984-85; prima dei successi, furono altre due le finali Scudetto perse, questa volta però contro l'Ortigia (87-88 e 88-89).
Dopo gli scudetti, l' SSV Brixen si afferma sempre a livello nazionale, non riuscendo però mai a superare le semifinali Scudetto. 

### Ricostruzione
Tocca il punto più basso della sua storia al termine della stagione 2006-2007 quando, a causa di inadempienze finanziarie, è costretta alla retrocessione in A2. Due anni dopo però ritorna subito nella serie superiore, dominando il proprio girone a spese del CUS Venezia, per poi ritrovare subito la Serie A Élite vincendo la finale contro Trieste.
Tornata dunque ai vertici del campionato si dimostra sempre molto competitiva come squadra. Nella stagione 2016-2017 passa un piccolo anno di transizione, affidando la squadra a Filiberto Kokuca che non va oltre un settimo posto alla fine della Poule Play-Out. L'anno successivo, con diversi innesti e con la squadra affidata al tecnico Rene Kramer, in possesso del patentino di EHF, si dimostra una corazzata difficile da scalfire, perdendo però l'accesso alla Coppa Italia all'ultima giornata in favore della meno quotata Pallamano Trieste. Domina la Poule Promozione con accesso diretto alla Serie A1 a girone unico 2018-2019, dove a quattro giornate dal termine si trova a +5 punti dalla terza compagine, l'Oriago-Padova. Proprio contro l'Oriago-Padova, conquista la promozione diretta al campionato di Serie A - 1ª Divisione Nazionale 2018-2019, vincendo il girone.
Il nuovo anno sportivo 2018-2019 vede il Bressanone impegnato in quasi tutti i campionati, con maggiore attenzione per le due squadre senior (maschile e femminile). La prima parte di campionato vede la squadra maschile faticare un po' nella massima divisione, qualificandosi alle Final Eight di Coppa Italia all'ultima giornata disponibile, vincendo 33-24 contro Metelli Cologne, ma con un girone di andata caratterizzato da alti e bassi. La seconda parte della stagione vede crollare in crisi la squadra, con l'esonero a Febbraio del tecnico Kramer (fatale la sconfitta nel derby con Merano per 22-21) e l'arrivo di Meinhard Fliri, che prova a risollevare le sorti della società ma che rischia la retrocessione fino a 5 giornate dalla fine. In un rush finale, il Brixen riesce ad agguantare un buon settimo posto. 
Le due stagioni successive rimangono mediocri, segnate anche dalla pandemia di COVID-19. Il nuovo allenatore è il serbo Davor Čutura, impegnato anche come giocatore: la squadra colleziona un sesto posto (2019-20, campionato interrotto) e un ottavo posto (2020-21). 

### Ritorno ai vertici
Con il campionato 2021-22 si certifica il ritorno del Brixen ai vertici della pallamano italiana: il quarto posto ottenuto in stagione regolare vale le semifinali Scudetto contro la capolista Fasano. Dopo il 25-25 ottenuto in Alto Adige, la squadra biancoverde si vede infrangere i sogni di gloria a una manciata di secondi dalla fine, quando lo svedese Järlstam del Fasano insacca la rete del 26-25 ed elimina i brissinesi. In Coppa Italia la squadra viene eliminata ai quarti di finale ai rigori contro quella che poi sarà la finalista del torneo, il Conversano. Anche nella stagione 2022-23 il Brixen si spinge fino alle semifinali, ma dopo 31 anni vince un trofeo, la Coppa Italia.

## Partecipazioni

### Campionati di 1º e 2º livello
| Livello | Categoria       | Partecipazioni | Debutto | Ultima stagione | Totale |
| ------- | --------------- | -------------- | ------- | --------------- | ------ |
| 1°      | Serie A Gold    | 2              | 2022-23 | 2023-2024       | 47     |
| 1°      | Serie A-1ª D.N. | 6              | 2012-13 | 2017-2018       | 47     |
| 1°      | Serie A Élite   | 5              | 2005-06 | 2011-2012       | 47     |
| 1°      | Serie A1        | 23             | 1986-87 | 2021-22         | 47     |
| 1°      | Serie A         | 11             | 1975-76 | 1985-86         | 47     |
| 2°      | Serie A1        | 1              | 2009-10 | 2009-10         | 2      |
| 2°      | Serie B         | 1              | 1974-75 | 1974-75         | 2      |

### Coppe nazionali
| Coppa           | Partecipazioni | Debutto | Ultima stagione |
| --------------- | -------------- | ------- | --------------- |
| Coppa Italia    | 29             | 1975-76 | 2023-24         |
| Handball Trophy | 3              | 2004-05 | 2006-07         |

### Coppe europee
| Coppa                               | Partecipazioni | Debutto | Ultima stagione |
| ----------------------------------- | -------------- | ------- | --------------- |
| Coppa dei Campioni/Champions League | 2              | 1991-92 | 1992-93         |
| Coppa delle Coppe                   | 4              | 1982-83 | 2003-04         |
| IHF/EHF Cup                         | 3              | 1981-82 | 2006-07         |
| City Cup/Challenge Cup/European Cup | 6              | 1994-95 | 2022-23         |

## Palmarès
- Campionato italiano di pallamano maschile: 2
1990-91, 1991-92.
- Coppa Italia (pallamano maschile): 4
1981-82, 1987-88, 2022-23, 2023-24

- Supercoppa italiana (pallamano maschile): 1
2024

## Palasport
Il Südtiroler Sportverein Brixen disputa le proprie gare casalinghe presso il palasport di Bressanone.
L'impianto, gestito dal comune di Bressanone, è sito in via Laghetto 21 ed ha una capienza di circa 1.600 spettatori.

## Rosa 2025-2026

### Giocatori
| N° | Naz.                 | Ruolo | Sportivo               |      |  |  |
| -- | -------------------- | ----- | ---------------------- | ---- |  |  |
| 3  | Argentina (bandiera) | A     | Tomás Della Vecchia    | 2001 |  |  |
| 10 | Italia (bandiera)    | A     | Stefano Arcieri        | 1998 |  |  |
| 19 | Italia (bandiera)    | T     | Ardian Iballi          | 1994 |  |  |
| 29 | Italia (bandiera)    | PV    | Andrea Bašić           | 1985 |  |  |
| 34 | Italia (bandiera)    | A     | Felix Mühlogger        | 2002 |  |  |
| 36 | Italia (bandiera)    | PV    | Adam Puntaier          | 2003 |  |  |
| 47 | Italia (bandiera)    | T     | Axel Rufinatscha       | 2005 |  |  |
| 59 | Italia (bandiera)    | T     | Daniel Oberhollenzer   | 2006 |  |  |
| 96 | Italia (bandiera)    | P     | Alessandro Lubinati    | 2005 |  |  |
|    | Italia (bandiera)    | P     | Omar Mejri             | 2006 |  |  |
|    | Italia (bandiera)    | T     | Alex Coppola           | 2003 |  |  |
|    | Argentina (bandiera) | T     | Juan Bautista Ceccardi | 2003 |  |  |
|    | Italia (bandiera)    | T     | Bruno Brzić            | 1987 |  |  |
|    | Brasile (bandiera)   | T     | Guilherme Leonel       | 1996 |  |  |

### Staff
- Allenatore:  Otto Forer
- Vice allenatore:  Rudolf Neuner
- Preparatore atletico  Franco Cubich

## Rose e stagioni passate
- 2022-2023
- 2018-2019
- 2011-2012
- 2010-2011

## Tifoseria
La tifoseria principale è formata dal gruppo LaOla FanClub SSV Brixen Handball fondata nella stagione 2011-2012, che organizza il tifo per le partite interne e per le trasferte vicine. Oltre a tamburi e cori, nelle partite al Palasport di Bressanone si possono trovare una piccola orchestra e delle cheerleader, oltre all'immancabile mascotte Miky.